# Cyclaspis nubila
Cyclaspis nubila är en kräftdjursart som beskrevs av John Todd Zimmer 1936. Cyclaspis nubila ingår i släktet Cyclaspis och familjen Bodotriidae. Inga underarter finns listade i Catalogue of Life.